# Campionati europei di atletica leggera indoor 1988 - 200 metri piani femminili
I 200 metri piani si sono tenuti il 5 e il 6 marzo 1988 presso lo Sportcsarnok di Budapest, in Ungheria.

## Risultati

### Batterie
Qualificazione: le prime due di ogni batteria (Q) e i 3 seguenti migliori tempi (q) vanno alle Semifinali.

#### Batteria 1
Sabato 5 marzo 1988.
| Posizione | Corsia | Nome               | Nazionalità    | Tempo | Note                          |
| --------- | ------ | ------------------ | -------------- | ----- | ----------------------------- |
| 1         | -      | Silke Knoll        | Germania Ovest | 23"39 | Q                             |
| 2         | -      | Regula Aebi        | Svizzera       | 23"75 | Q                             |
| 3         | -      | Kornelija Sinković | Jugoslavia     | 23"84 | Miglior prestazione personale |
| 4         | -      | Semra Aksu         | Turchia        | 24"95 |                               |

#### Batteria 2
| Posizione | Corsia | Nome             | Nazionalità      | Tempo | Note                          |
| --------- | ------ | ---------------- | ---------------- | ----- | ----------------------------- |
| 1         | -      | Tatyana Papilina | Unione Sovietica | 23"14 | Q                             |
| 2         | -      | Marie-José Pérec | Francia          | 23"59 | Q,                            |
| 3         | -      | Blanca Lacambra  | Spagna           | 23"79 | q,                            |
| 4         | -      | Andrea Thomas    | Germania Ovest   | 23"87 |                               |
| 5         | -      | Tarja Leveelahti | Finlandia        | 24"11 | Miglior prestazione personale |

#### Batteria 3
| Posizione | Corsia | Nome              | Nazionalità      | Tempo | Note                          |
| --------- | ------ | ----------------- | ---------------- | ----- | ----------------------------- |
| 1         | -      | Galina Malchugina | Unione Sovietica | 23"30 | Q,                            |
| 2         | -      | Tsvetanka Ilieva  | Bulgaria         | 23"45 | Q                             |
| 3         | -      | Sisko Hanhijoki   | Finlandia        | 24"10 | [ 2 ]                         |
| 4         | -      | Marina Skourti    | Grecia           | 24"12 | [ 3 ]                         |
| 5         | -      | Lucrécia Jardim   | Portogallo       | 24"47 | Miglior prestazione personale |
| 6         | -      | Erika Szopori     | Ungheria         | 24"52 | Miglior prestazione personale |

#### Batteria 4
| Posizione | Corsia | Nome                | Nazionalità  | Tempo | Note                          |
| --------- | ------ | ------------------- | ------------ | ----- | ----------------------------- |
| 1         | -      | Ewa Kasprzyk        | Polonia      | 23"10 | Q                             |
| 2         | -      | Ingrid Auerswald    | Germania Est | 23"40 | Q                             |
| 3         | -      | Els Vader           | Paesi Bassi  | 23"68 | q                             |
| 4         | -      | Irma Könye          | Ungheria     | 23"77 | q                             |
| 5         | -      | Vivienne McGoldrick | Irlanda      | 24"76 | Miglior prestazione personale |

### Semifinali
Qualificazione: le prime tre di ogni semifinale (Q) vanno alla Finale.

#### Semifinale 1
Domenica 6 marzo 1988.
| Posizione | Corsia | Nome               | Nazionalità      | Tempo   | Note             |
| --------- | ------ | ------------------ | ---------------- | ------- | ---------------- |
| 1         | -      | Ewa Kasprzyk       | Polonia          | 23"06   | Q                |
| 2         | -      | Ingrid Auerswald   | Germania Est     | 23"26   | Q, =             |
| 3         | -      | Galina Malchugina  | Unione Sovietica | 23"30   | Q, =             |
| 4         | -      | Kornelija Šinković | Jugoslavia       | 23"46   | Record nazionale |
| -         | -      | Regula Aebi        | Svizzera         | sq. dnf |                  |
| -         | -      | Els Vader          | Paesi Bassi      | dns     |                  |

#### Semifinale 2
| Posizione | Corsia | Nome             | Nazionalità      | Tempo | Note                          |
| --------- | ------ | ---------------- | ---------------- | ----- | ----------------------------- |
| 1         | -      | Silke Knoll      | Germania Ovest   | 23"13 | Q                             |
| 2         | -      | Tatyana Papilina | Unione Sovietica | 23"18 | Q                             |
| 3         | -      | Tsvetanka Ilieva | Bulgaria         | 23"30 | Q                             |
| 4         | -      | Irma Könye       | Ungheria         | 23"66 | Miglior prestazione personale |
| 5         | -      | Blanca Lacambra  | Spagna           | 23"79 | =                             |
| 6         | -      | Marie-José Pérec | Francia          | 24"26 |                               |

### Finale
| Record mondiale       | Heike Drechsler | 22"27 | Indianapolis | 7 marzo 1987    |
| Record dei Campionati | Marita Koch     | 22"39 | Budapest     | 5 marzo 1983    |
| Capolista stagionale  | Ewa Kasprzyk    | 22"70 | Sindelfingen | 5 febbraio 1988 |

Domenica 6 marzo 1988.
| Pos.    | Corsia | Atleta            | Età | Nazione          | Tempo | Note                          |
| ------- | ------ | ----------------- | --- | ---------------- | ----- | ----------------------------- |
| Oro     | -      | Ewa Kasprzyk      | 30  | Polonia          | 22"69 | Record nazionale              |
| Argento | -      | Tatyana Papilina  | 21  | Unione Sovietica | 22"79 | Miglior prestazione personale |
| Bronzo  | -      | Silke Knoll       | 21  | Germania Ovest   | 23"12 |                               |
| 4       | -      | Tsvetanka Ilieva  | 25  | Bulgaria         | 23"17 |                               |
| 5       | -      | Ingrid Auerswald  | 30  | Germania Est     | 23"25 | Miglior prestazione personale |
| 6       | -      | Galina Malchugina | 25  | Unione Sovietica | 23"42 |                               |